# سرخرگ بین‌استخوانی راجعه
شریان بین‌استخوانی راجعه یک شریان از ساعد است که از شریان بین‌استخوانی خلفی نزدیک به منشأ خود منشأ می‌گیرد. این شاخه در بین اپیکوندیل epicondyle جانبی و اوله‌کرانون به طرف بالا صعود می‌کند و در طی مسیر یا در روی یا از بین الیاف عضله سوپیناتور است، اما در زیر عضله انکونیوس عبور کرده و با شاخه کولترال میدل از شریان عمقی بازو، شریان راجعه خلفی اولنا و شریان کولترال تحتانی اولنا اناستوموز می‌دهد.